# Joannes Opstraet

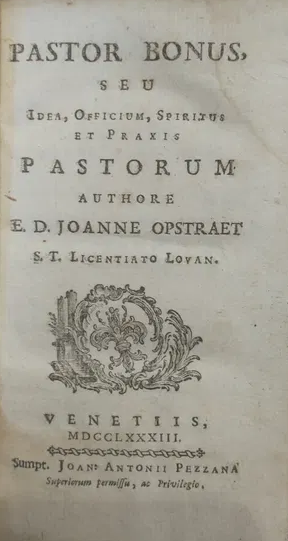
Titelpagina van Pastor bonus, 1783

Joannes Opstraet (Beringen, 1651 - 1720) was een Zuid-Nederlands theoloog.
Hij studeerde theologie aan het om zijn jansenistische tendensen bekende Heilige-Drievuldigheidscollege in Leuven. Het doctoraat werd hem in 1698 om deze reden geweigerd. Sinds 1680 was hij priester. Vanaf 1686 doceerde hij theologie aan het seminarie in Mechelen.
Hij moest na vier jaar op last van de anti-jansenistische aartsbisschop wijken en ging weer naar Leuven. Hij werd echter van 1704-1706 als verdachte theoloog door de Spaanse machthebbers verbannen. Na zijn terugkeer in Leuven als president van de Valk streed hij tegen het anti-jansenisme en tegen de pauselijke bul Unigenitus en ondersteunde op deze wijze de Nederlandse clerus.
Hij publiceerde gedurende zijn leven verscheidene theologische studies, zoals ‘Theologus Christianus’ (eerste druk Leuven 1692, herdrukken in Vicenza 1723, Venezia 1771), waarin Opstraet de wijding van priesters onder de loep neemt.
- Biblioteca Nacional de España: XX894497
- Bibliothèque nationale de France: cb12068847g (data)
- Biografisch Portaal: 24991093
- Catàleg d'autoritats de noms i títols de Catalunya: 981058523808706706
- Gemeinsame Normdatei: 118736485
- International Standard Name Identifier: 0000 0000 7977 501X
- Library of Congress Control Number: no2002091080
- Nationale Bibliotheek van Tsjechië: ola2004253826
- Nederlandse Thesaurus van Auteursnamen: 070863660
- Istituto Centrale per il Catalogo Unico: UBOV382666
- Système universitaire de documentation: 028961323
- Virtual International Authority File: 71413323
- WorldCat: E39PBJgtcTwbjvxpdgqcmcgxjC